# Jehuda ha-Levi
Jehuda ben Samuel ha-Levi, auch Juda(h) Halevi (arabisch  Abu 'l-Hasan ibn Alawi; geboren um 1074 in Tudela; gestorben 1141 in Ägypten), war ein sephardischer Philosoph und gilt als der bedeutendste hebräische Dichter des Mittelalters.

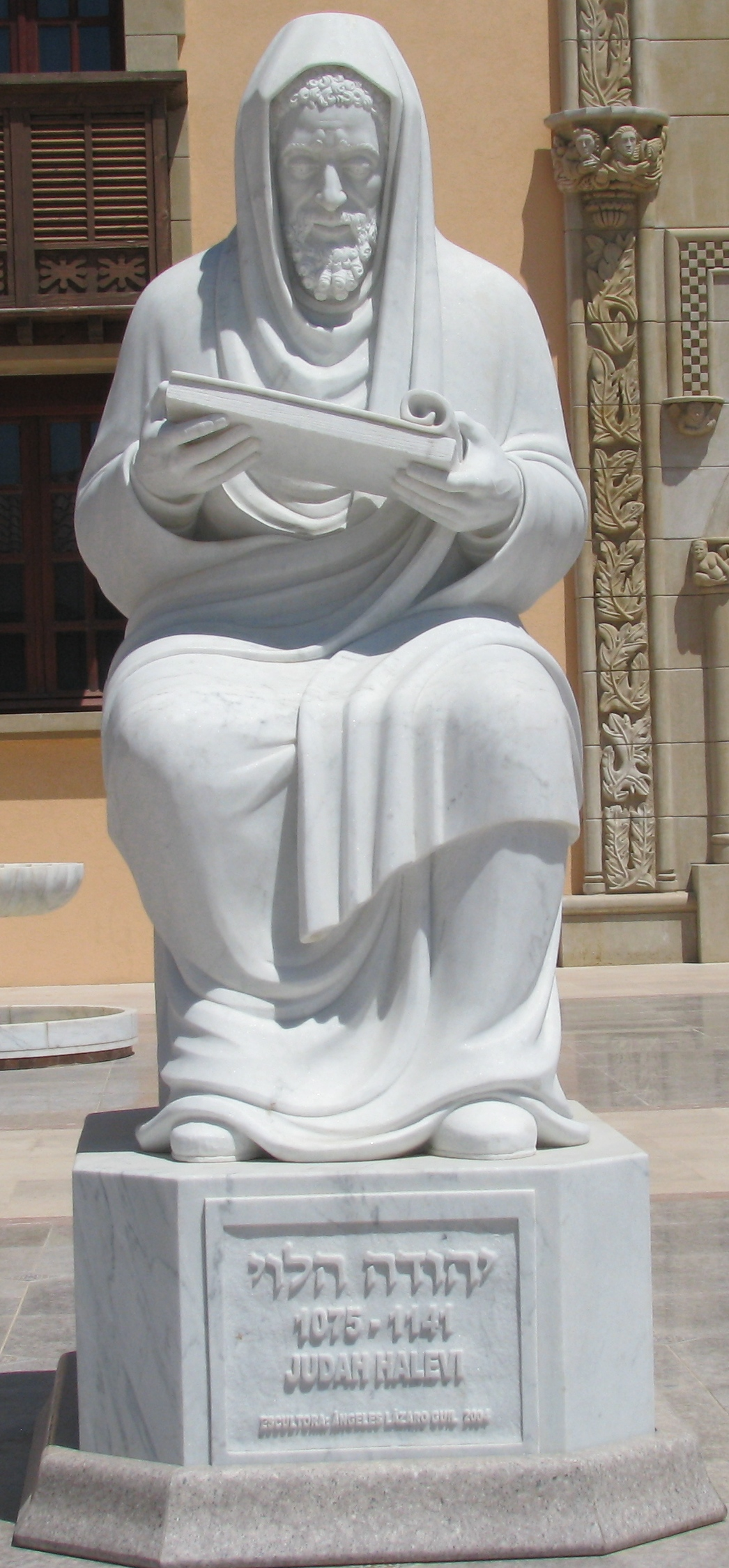
Jehuda ha-Levi (Fantasieplastik im Ralli Museum in Caesarea, Israel)

## Leben

### In Spanien
Jehuda ha-Levi entstammte einer reichen und gelehrten Familie und erhielt eine umfassende Ausbildung sowohl in Hebräisch als auch in Arabisch. Als junger Mann reiste er nach Andalusien und verbrachte einige Jahre in Granada. Hier schrieb er seine ersten Gedichte, hauptsächlich Eulogien und poetische Briefe, sowie auch einige Wein- und Liebesgedichte, die sein sorgenloses, genießerisches Leben in diesen Jahren widerspiegeln. Nachdem die Almoraviden in den 1090er Jahren von Marokko aus die Macht in Spanien übernommen hatten, verschlechterte sich die Lage der dortigen Juden, und Jehuda ha-Levi verließ Granada. Während der nächsten 20 Jahre bereiste er weite Teile Spaniens und Nordafrikas und traf zahlreiche jüdische und nichtjüdische Würdenträger. In Toledo praktizierte er Medizin, sehr wahrscheinlich im Dienste des Königs und seiner Adligen. Ebenso wie viele Juden der damaligen Zeit war er zunächst der Ansicht, der Einfluss der jüdischen Adligen und führenden Gemeindemitglieder, die dem Königshaus nahestanden, würde die Sicherheit der jüdischen Bewohner unter christlicher Herrschaft garantieren. Nachdem jedoch der Adlige Salomo ibn Ferrisuel, der sein Gönner war und im Dienste von Alfons VI. einen hohen Rang erreicht hatte, 1108 in Toledo umgebracht wurde, verließ Jehuda Toledo noch vor dem Tode von König Alfons (1109) und reiste weiter. Sein Ruhm und der Kreis seiner Freunde und Bewunderer, für die er zahlreiche Gedichte schrieb, vergrößerten sich. Er stand in brieflichem Kontakt mit jüdischen Gemeinden in Nordafrika, Ägypten und Narbonne. Eine langjährige Freundschaft verband ihn mit Abraham ibn Esra. Beide wanderten gemeinsam durch die Städte des islamischen Spanien und mindestens einmal auch nach Nordafrika.

### Reise ins Heilige Land
Seine Entscheidung, nach Eretz Israel einzuwandern, traf er erst nach langen inneren Kämpfen. Einerseits war er Spanien, dem Land der „Gräber seiner Väter“, tief verbunden, andererseits musste er auf Ehre und hohen sozialen Rang verzichten, die er in seiner Heimat erworben hatte. Die Lebensbedingungen im Heiligen Land, das damals unter der Herrschaft der Kreuzfahrer stand, würden für ihn äußerst schwierig sein. Sein Freund Halfon ha-Levi ermutigte ihn jedoch, die Reise zu unternehmen. Am 8./9. September oder 3. Mai 1140 traf Jehuda ha-Levi in Alexandria ein. Von hier zog er weiter nach Kairo, wo er sich zusammen mit Halfon ha-Levi aufhielt. Seine Freunde drängten ihn, in Ägypten zu bleiben, und wiesen auf die Bedeutung des Landes hin, in dem der erste Prophet gewirkt habe und sich große Wunder ereignet hätten. Schließlich bestieg Jehuda ha-Levi ein Schiff in Alexandria, dessen Abfahrt ins Heilige Land jedoch durch ungünstiges Wetter aufgehalten wurde. Die Umstände seines Todes sind nicht genau überliefert. Aus Briefen aus der Kairoer Geniza, in denen sein Tod erwähnt wird, lässt sich folgern, dass er etwa sechs Monate nach seiner Ankunft in Ägypten starb und dort auch beerdigt wurde. Eine Legende, die später im Romanzero von Heinrich Heine aufgenommen wurde, besagt, dass er Jerusalem, das Ziel seiner Träume, erreichte, und vom Pferd eines vorüberziehenden arabischen Reiters in dem Moment zertreten wurde, als er seine Elegie Zion ha-lo tischali („Fragst du nicht, Zion“ [nach dem Wohl deiner Gefangenen]) rezitierte.

## Werk

### Poesie
Von Jehuda ha-Levi sind etwa 800 Gedichte bekannt. Ungefähr 180 davon sind Lob- und Klagelieder auf Freunde, meist in Form der Qasida. Die Sprache der Lobgedichte ist reich und brillant mit zahlreichen Ausschmückungen. Die Eröffnung ist normalerweise der künstlerischste Teil des Gedichts, wogegen das Lob selbst zwar den Großteil des Inhalts ausmacht, jedoch routinemäßig verfasst ist und maßlose Übertreibungen enthält, ohne dabei individuelle Züge zu tragen. Ähnliches gilt für seine Klagelieder, die ebenfalls in der Qassida-Form geschrieben sind und den Tod von Freunden und Bekannten zum Thema haben. Auch hier sind die Gedichtanfänge stilistisch einzigartig, während die folgenden Strophen klassischen Mustern folgen. Hier sind oftmals Einflüsse von Volksliedern erkennbar, manchmal wird die Versform der Ballade verwendet, vor allem im Dialog zwischen den Hinterbliebenen am Grabe und dem Verstorbenen.
Seine etwa 80 Liebesgedichte sind an einen Hirsch oder eine Gazelle oder – bei Hochzeitsgedichten – an beide gerichtet. Inhalt und Form entsprechen der üblichen arabisch-hebräischen Liebeslyrik, wo die Sehnsucht des Liebenden, die Grausamkeit der Geliebten, die lustvoll ihre Opfer verspottet, ihre „tödlichen“ Blicke und der Schein ihres Antlitzes aus der Dunkelheit einer stürmischen Nacht besungen wird. Ein volkstümlicher Ton lässt sich im klaren und einfachen Stil der Hochzeitsgedichte erkennen.
Jehuda ha-Levi schrieb etwa 350 Pijjutim. Diese lassen sich in zwei Gruppen unterteilen: einerseits Gedichte zur Verwendung an jüdischen Feiertagen, in denen das Leiden des jüdischen Volkes in der Diaspora zur Sprache kommt und zum Ausdruck der Sehnsucht nach baldiger Erlösung eschatologische Bilder aus dem Buch Daniel verwendet werden. Auf der anderen Seite stehen Gedichte, in denen persönliche religiöse Erfahrungen verarbeitet werden, vor allem Slichot (Bitten um Vergebung), die in jüdischen Gemeinden in das Gebetbuch von Jom Kippur aufgenommen wurden.
Am berühmtesten unter seinen Gedichten sind jedoch die Zionslieder, Schire Zion. Die Originalität dieser etwa 35 Gedichte ergibt sich schon aus dem Thema, das zu jener Zeit ungewöhnlich war, mehr noch aber aus der Tiefe des Ausdrucks. Das oben erwähnte Zion ha-lo tischali ist von aschkenasischen Gemeinden in die Liturgie des 9. Av aufgenommen worden, zur Erinnerung an die Zerstörung des Jerusalemer Tempels.
Von großer Bedeutung für die Hispanistik und Romanistik sind seine Muwaschschah-Gedichte, deren Schlussverse, die Chardschas, in altspanischem (mozarabischem) Dialekt gedichtet sind. Diese frühesten Zeugnisse romanischer Lyrik sind im hebräischen Alphabet geschrieben (Aljamiado-Schreibweise). Insofern gilt Jehuda ha-Levi als der erste namentlich bekannte Dichter in spanischer Sprache:

„Yehuda ha-Lewis dichterisches Werk ist außerordentlich vielgestaltig. Seine weltliche Dichtung umfasst nicht nur Hunderte von Kompositionen in hebräischer Sprache, sondern auch zahlreiche Schlussverse in einer frühen Form des Altspanischen; mit vollem Recht kann man sagen, dass er der erste namentlich bekannte Dichter in spanischer Sprache war. Seine Gedichte auf die Liebe, die Freundschaft, den Wein und die Natur haben die Frische unvergänglicher Jugend bis heute bewahrt. Sein geistliches Oeuvre umfasst alle Gattungen der Liturgie.“

### Philosophie
Ha-Levis Philosophie ist in einem auf Arabisch verfassten Buch niedergelegt, das den arabischen Titel Kitab al-Ḥujjah wal-Dalil fi Nuṣr al-Din al-Dhalil trägt („Das Buch von Argument und Beweis zur Verteidigung des verachteten Glaubens“ oder „Das Buch des Arguments und des Beweises für den Triumph der verachteten Religion“). Ha-Levi arbeitete zwanzig Jahre lang an ihm und beendete es kurz vor seiner Abreise ins Heilige Land.
Das Buch wurde zur Mitte des 12. Jahrhunderts von Jehuda ibn Tibbon ins Hebräische übersetzt und ist in dieser Form unter dem Titel Sefer ha-Kusari („Buch des Kusari“; kurz: der „Kusari“ oder Kuzarī) bekannt geworden. Das Buch wurde erstmals in Fano im Jahre 1506 gedruckt und mehrmals neu herausgegeben. Eine kritische Ausgabe des arabischen und hebräischen Textes wurde 1887 von Hartwig Hirschfeld (1854–1934, später Dozent für Judaeo-Arabische Studien am Jews’ College, London) veröffentlicht. Der „Kusari“ ist in zahlreiche Sprachen übersetzt worden. Die heute noch meistgebrauchte deutsche Übersetzung – aus der arabischen Originalfassung – stammt ebenfalls von Hirschfeld (erstmals 1885 in Breslau erschienen, seither mehrmals nachgedruckt, zuletzt 2000).
Das Werk ist polemisch und richtet sich gegen Christentum und Islam, vor allem aber gegen die aristotelische Philosophie, die Jehuda ha-Levi zwar respektierte, jedoch als Bedrohung des jüdischen Glaubens ansah. Der Titel „Kusari“ bezieht sich auf den gleichnamigen König der Chasaren, dessen Übertritt zum Judentum den literarischen Rahmen des Werks bildet.
In einem Traum erfährt der Kusari von einem Engel, dass Gott seine Absichten, nicht jedoch seine Taten gutheißt. Daraufhin lädt er zunächst einen aristotelischen Philosophen und anschließend jeweils einen Vertreter des Islam, des Christentums und des Judentums ein, um sich darüber klar zu werden, wie er sein Leben gestalten solle. Diese Rahmenerzählung wird von ha-Levi benutzt, um die entsprechenden Glaubensgrundsätze und Überzeugungen darzustellen, zu vergleichen.
Dabei hat der die Philosophie vernichtend kritisierende Vertreter des Judentums, ein Rabbi, die besten Argumente für seinen Glauben und gegen die an der Mondsphäre endende Emanationslehre.
Das Werk ist in fünf Teile gegliedert, wobei die Teile II bis V hauptsächlich den Dialog zwischen dem König und dem jüdischen Gelehrten enthalten. Der vierte Teil enthält eine Erklärung der Gottesnamen Elohim und Adonai: „Elohim“ wird als allgemeiner Ausdruck für den der Philosophie bekannten Gott bezeichnet, während „Adonai“, ein Eigenname, den Gott Israels beschreibt, der nur durch Offenbarung und Prophezeiung erfahren wird. Dieses Kapitel schließt mit einer Zusammenfassung und einem Kommentar zum Sefer Jezirah, das nach Auffassung von Jehuda ha-Levi auf den Patriarchen Abraham zurückgeht.
Es ist nachgewiesen worden, dass ha-Levi zwar besser als seine Vorgänger mit Aristoteles’ Werk vertraut war, seine Kenntnisse jedoch nicht aus direkter Lektüre, sondern aus Avicenna bezogen hat. Seine Kritik des Aristotelismus erinnert stark an Die Inkohärenz der Philosophen von al-Ghazali.

## Nachwirkungen
Die erste Ausgabe der Gedichte von Jehuda ha-Levi erfolgte durch Samuel David Luzzatto, der eine Auswahl 1864 in Prag veröffentlichte. Ebenfalls im 19. Jahrhundert schrieb Ludwig Philippson den historischen Roman Jehuda Halevi, der jüdische Minister, der auch ins Jiddische und Hebräische übersetzt wurde. Am bekanntesten ist in diesem Zusammenhang das Gedicht Jehuda Ben Halevy von Heinrich Heine, der jedoch den mittelalterlichen Autor irrtümlicherweise für den Verfasser der Schabbathymne Lecha Dodi hält, die in Wirklichkeit von Schlomo Alkabez stammt. Franz Rosenzweig hat Gedichte von Jehuda ha-Levi ins Deutsche übersetzt.
Einige Gedichte fanden Verwendung in der Liturgie des jüdischen Gottesdienstes, beispielsweise am Schabbat.
In Wien gründete sich 1923 ein Zionistischer Sephardischer Verein „Jehuda Halevi“.

## Ausgaben und Übersetzungen
- Emil Bernhard: Jehuda Halevi. Ein Diwan. Erich Reiss, Berlin 1921. Neuausgabe Hofenberg, Berlin 2020, ISBN 978-3-7437-3487-6.
- Chaim Brody: Dīwān des Abû-l-Hasan Jehuda ha Levi. 4 Bände. Berlin 1894–1930.
- Franz Rosenzweig: Jehuda Halevi. Zweiundneunzig Hymnen und Gedichte. Lambert Schneider, Berlin 1926.
- Jehuda Halevi, David Cassel (Übersetzer): Der Kusari. Goldschmidt, Basel 1990  (hebräisch, deutsch).
- Jehuda ha-Levi: Lob und Danck-Lied der Juden, Mi Kamocha genannt. Amsterdam 1700. urn:nbn:de:gbv:9-g-3307986